# レオノール・デ・アラゴン (カスティーリャ王妃)
レオノール・デ・アラゴン（Leonor de Aragón, 1358年2月20日 - 1382年8月13日）は、カスティーリャ王フアン1世の最初の王妃。父はアラゴン王ペドロ4世、母はその3番目の王妃レオノール・デ・シシリア。アラゴン王フアン1世とマルティン1世の同母妹である。

## 生涯
トラスタマラ家の祖であるカスティーリャ王エンリケ2世の王子フアンと1375年に結婚し、1379年に夫の即位により王妃となった。2人の間には2男が生まれた。
- エンリケ（1379年 - 1406年） - カスティーリャ王
- フェルナンド（1380年 - 1416年） - アラゴン王

1382年にレオノールが24歳で早世した後、フアン1世はポルトガル王フェルナンド1世の王女ベアトリスと再婚し、フェルナンド1世死後の王位継承争いに介入するが、これは国力の浪費に終わった。フアン1世は1390年に32歳で早世し、長男エンリケがエンリケ3世として即位した。
1410年にレオノールの兄マルティン1世が正嫡の後継者を残さずに死去した際、次男フェルナンドがその最近親かつ正嫡の男子であることから（エンリケ3世はすでに死去していた）、カスペの妥協により1412年にアラゴン王位を継承した。